# Satyrus heidenreichii
Satyrus heidenreichii är en fjärilsart som beskrevs av Lederer 1853. Satyrus heidenreichii ingår i släktet Satyrus och familjen praktfjärilar. Inga underarter finns listade.